# Stretford
Stretford es una localidad del Gran Mánchester, en el Noroeste de Inglaterra. Es el centro administrativo y sede del ayuntamiento del Municipio metropolitano de Trafford. En 2001 contaba con una población de 37.500 habitantes. La localidad se extiende en un terreno plano entre el río Mersey y el Manchester Ship Canal, a unos 6 kilómetros del centro de la ciudad de Mánchester.

## Historia
Históricamente perteneció al Condado de Lancashire hasta la creación del municipio en 1974. Por la localidad pasaba la antigua calzada romana que unía las fortalezas de Deva Victrix (Chester) y Eboracum (York).
Durante la mayor parte del siglo XIX, Stretford fue una villa agrícola, con su propio mercado, conocida popularmente con el nombre de Porkhampton, debido al gran número de cerdos que se criaban en las granjas de la localidad para abasteder al mercado de la cercana ciudad de Mánchester. Con la construcción en 1894 del Manchester Ship Canal y de Trafford Park, el primer polígono industrial planificado de la historia, la actividad agrícola y ganadera de la zona fue disminuyendo rápidamente hasta prácticamente desaparecer. En 1945, Trafford Park daba trabajo a 75.000 personas.
Stretford alberga las sedes de dos de las mayores instituciones deportivas del Reino Unido, el Manchester United Football Club desde 1910 y el Lancashire County Cricket Club desde 1864. Entre sus más ilustres residentes figuran la sufragista Emmeline Pankhurst, el pintor L. S. Lowry y los músicos Morrissey, Ian Curtis, vocalista de Joy Division y Jay Kay, vocalista de Jamiroquai.